# Lomariopsis boninensis
Lomariopsis boninensis là một loài dương xỉ trong họ Lomariopsidaceae. Loài này được Nakai mô tả khoa học đầu tiên năm 1933.
Danh pháp khoa học của loài này chưa được làm sáng tỏ. 